# Roland Bock
Roland Bock, född 1944, var en tysk brottare som senare även ägnade sig åt wrestling.

## Brottningskarriär
År 1962 blev Bock känd efter ha vunnit tyska juniormästerskapen i viktklassen över 79 kg. Senare växte han och blev en riktigt stor tungviktare med sina 120 kg och 192 cm. Den största vinsten i karriären var förmodligen hans förstaplacering i EM år 1970. Han har även vunnit tyska mästerskapen i fristil (1968 och 1969) samt i grekisk-romersk (1969 och 1972). Därtill har han en rad bra övriga placering i tyska mästerskapen, EM, VM och OS.

## Wrestling-karriär
Eftersom Bock inte fick möjligheten att tävla i OS 1972 började han istället med professional wrestling. Under utövandet reste han runt på turnéer i Japan, USA och Europa. En av hans största meriter är att ha besegrat André the Giant (som officiellt sett framställdes som obsegrad av WWE) och till råga på allt kastade denne 200-kilosbrottare med en double-arm suplex. År 1978 besegrade han japanen Antonio Inoki efter domslut (som dock ej var helt bekant med reglerna för "european catch" som praktiserades i Tyskland), men förlorade sedan returmatchen i Japan år 1982 (Bocks karriär började då gå mot sitt slut p.g.a. sviterna efter en bilolycka). De japanska fansen var mycket förvånande över att Inoki förlorade den förstnämnda matchen och därför blev Bock känd som "kungen av Europa".

## Kuriosa
I tyskspråkiga länder förekommer ofta erbjudandet Roland Bock Meny på billigare krogar. Den brukar oftast inkludera en jättelik wienerschnitzel på omkring 500-700 gram med potatismos och 4 stora starköl för €25.